# Carl Grünberg
Carl Grünberg (Focșani, 10 febbraio 1861 – Francoforte, 2 febbraio 1940) è stato un filosofo, sociologo ed economista tedesco, tra i fondatori della Scuola di Francoforte.

## Biografia
Nato a Focşani, in Romania, in una famiglia ebrea di Tedeschi della Bessarabia, Grünberg ha studiato Legge a Strasburgo e ha lavorato come avvocato. Più tardi studiò economia politica a Vienna. Suoi insegnanti accademici furono Gustav Schmoller a Strasburgo e Lorenz von Stein e Anton Menger a Vienna. Nel 1894 divenne lettore accademico di diritto politico ed economia all'Università di Vienna. Grünberg fu uno dei fondatori dell'Austromarxismo. Tra i suoi studenti c'erano Otto Bauer, Rudolf Hilferding e Karl Renner. Nel 1912 ottiene la cattedra di storia dell'economia.
Nel 1924 divenne il primo direttore dell'Istituto per la ricerca sociale, in seguito noto come Scuola di Francoforte. Insieme a Emil Szántó, Ludo Moritz Hartmann e Stephan Bauer fondò e pubblicò un diario di storia del lavoro e della storia socialista, la Zeitschrift für Social- und Wirthschaftsgeschichte (1893) e l'Archiv für die Geschichte des Sozialismus und der Sozialen Bewegung (1911), un giornale che oggi è conosciuto come il Grünberg-Archiv (archivio per la storia del socialismo e del movimento operaio). Dopo aver subito un ictus, si ritirò nel 1929 e lasciò l'Istituto a Max Horkheimer.